# Quốc kỳ Burkina Faso
Quốc kỳ Burkina Faso (tiếng Pháp: Drapeau du Burkina Faso) gồm nửa trên màu đỏ và nửa dưới màu lục.